# Jan Broeckx
Jan Broeckx (Anvers, 2 de juny de 1880 - ibídem, 17 de gener de 1966) fou un compositor belga del segle xx, professor al Conservatori reial d'Anvers i a l'escola Normal de Mestres d'aquesta ciutat. En l'aspecte docent publicà una interessant obra didàctica, adoptada com a llibre de text en tota Bèlgica, amb el títol Manual per l'ensenyança de la teoria de la música. Però a part d'aquesta funció docent, el que singularitzà en Broeckx, fins al punt de considerar-se'l com la figura més important a Bèlgica en aquesta especialitat, és la composició de Cançons infantils. És també notable l'obra d'aquest compositor com a autor d'una sèrie d'acompanyaments meloritmics, escrits pels exercicis de gimnàstica sintètics de la segona festa escolar de Gimnastica d'Anvers (1924), l'original del qual fou arranjat per a piano. Així mateix fou autor de cançons per a cors de veus masculines (dos tenors i dos baixos).